# Onthophagus latenasutus
Onthophagus latenasutus là một loài bọ cánh cứng trong họ Bọ hung (Scarabaeidae).